# جفت سر راهی
جفت سرراهی (Placenta Previa) یکی از مشکلات زایمان می‌باشد. جنین از طریق بند ناف به جفت متصل شده و مواد غذایی را از مادر دریافت می‌کند. در حاملگی معمولاً جفت در نیمه فوقانی رحم قرار دارد اما گاه جفت در قسمت تحتانی رحم قرار می‌گیرد و دهانه رحم (سرویکس) که محل خروج جنین هنگام زایمان است را به‌طور کامل یا ناقص مسدود می‌کند. به این حالت قرارگیری جفت، جفت سرراهی می‌گویند که ممکن است کامل یا ناقص باشد.

## تعریف و طبقه‌بندی
تشخیص جفت سرراهی معمولاً توسط سونوگرافی انجام می‌شود ولی در معاینه نیز ممکن است. با توجه به موقعیت قرارگیری جفت در رحم.P.P به چهار تیپ طبقه‌بندی می‌شود، در تیپ یک جفت فقط در قسمت تحتانی رحم قرار گرفته‌است ولی دهانه رحم (سرویکس) را درگیر نکرده‌است و در تیپ چهارم جفت به صورت کامل سرویکس را مسدود کرده‌است.(complete Placenta Previa)
اگر جفت در نیمه اول حاملگی در قسمت تحتانی قرار داشته باشد در بیشتر موارد با ادامه حاملگی و بزرگ شدن رحم، جفت به سمت بالا کشیده می‌شود و پیگیری سونوگرافیک حتماًلازم است. 
در نیم درصد موارد جفت در قسمت پایین باقی می‌ماند (از هفته سی ام به بعد) که آن را جفت سرراهی می‌نامیم.

## بیماری‌زایی جفت سرراهی
علت روشنی برای جفت سرراهی تاکنون تعریف نشده‌است ولی به عنوان یک فرضیه ممکن است تشکیل غیرطبیعی شبکه عروقی بستر اندومتر رحم ناشی از ترومای قبلی، جراحی یا عفونت عامل آن باشد لذا ریسک فاکتور‌های جفت سرراهی سابقه قبلی جفت سرراهی، چند قلویی (به دلیل بزرگ شدن جفت)، سابقه سزارین قبلی، سابقه جراحی رحم و مصرف سیگار و کوکائین هستند.

## علایم جفت سرراهی
خونریزی از واژن: این نوع خون‌ریزی در سه ماهه آخر حاملگی اتفاق می‌افتد و معمولاً بدون درد است.علت خون‌ریزی اتساع دهانه رحم در سه ماهه سوم حاملگی است که جفت قادر به کشش نیست و دچار خون‌ریزی می‌شود.همچنین فعالیت فیزیکی زیاد مادر و نزدیکی با وجود جفت سرراهی ممنوع است.
در یک مطالعه بین زنانی که با جفت سر راهی به بیمارستان مراجعه کرده بودند ۱۳ ٪ با درد زایمان، ۸۲ ٪ با خون‌ریزی واژینال و ۵٪ با آبریزش مراجعه کرده بودند.
- جفت سرراهی به خودی خود مشکلی برای جنین ایجاد نمی‌کند ولی گاهی به خاطر خونریزیهای شدید مادر، پزشک مجبور به انجام زایمان قبل از موعد مقرر است. با این حال مرگ و میر اوایل نوزادی در جفت‌های سرراهی بالاتر از ده درصد است.

## زایمان جفت سرراهی
در سه ماهه سوم حاملگی اگر مادر خون‌ریزی داشته باشد معمولاً دو تشخیص محتمل است:
۱. جفت سرراهی
۲. دکولمان (کندگی) جفت (که اغلب خون‌ریزی با درد و علائم استرس جنین همراه است)
باید مادر سریع به بیمارستان منتقل شود. در جفت سرراهی به خصوص اگر هفته ۳۷ به بعد باشد و خون‌ریزی شدید باشد سزارین انجام می‌شود.اگر جفت سرراهی به‌طور کامل دهانه رحم را مسدود کند حتی بدون خون‌ریزی نیز تنها راه به دنیا آمدن کودک سزارین است.
اگر سزارین به دلیلی (از جمله عدم دسترسی به جراح) مقدور نباشد برای زایمان طبیعی (در مواردیکه جفت سرراهی کامل نیست) در حالتیکه سر نوزاد ابتدا قرار دارد باید از فورسپس استفاده کرد و در شرایطی که پای نوزاد ابتدا نزول می‌کند (پرزانتاسیون بریج) باید نگران آسیب لگنی نوزاد بود.
در مادرانی که بارداری قبل از هفته سی ام باشد و مادر یا جنین دیسترس نداشته باشند نیاز به بستری نیست.